# Manuscritos IVRIIM
Os Manuscritos IVRIIM, também conhecido como Torah de Dom Pedro II, é um manuscrito constituído de nove pergaminhos, adquirido no séc. XIX por D. Pedro II. É um patrimônio cultural nacional, tombado pelo Instituto do Patrimônio Histórico e Artístico Nacional (IPHAN), na data de 04 de março de 1999, sob o processo de nº 1425-T-1998.
O manuscrito faz parte do acervo do Museu Nacional, localizado na cidade do Rio de Janeiro. Foi um dos bens que se salvaram do incêndio que devastou o museu no ano de 2018.

## História
Os nove rolos de pergaminho do Torah, estão em hebraico bíblico e, segundo historiadores, foram escritos no Iêmen no séc. XIII. Esses pergaminhos estão entre os dez documentos judaicos mais antigos, até o momento.
No séc. XIX, D. Pedro II adquiriu os pergaminhos, para fazer parte dos seus estudos sobre a cultura hebraica.

No ano de 1997, os pergaminhos se tornaram parte do acervo do Museu Nacional da UFRJ. No período do incêndio, que ocorreu no ano de 2018 no Museu Nacional, os pergaminhos estavam em outro edifício, na seção de Obras Raras da Biblioteca do Horto, passando por restauração.